# عبد الله موسى

## احصائيات
عبد الله موسى لاعب إماراتي يلعب كرة القدم المركز مدافع أو (ظهير ايسر) .
```
ولد وتأسس في الفجيرة وكان في نادي الفجيرة ولعب موسى (25 عاماً) للعين بين 2006 و2007 لينتقل بعدها إلى النصر في،2007 وبعد عام انتقل إلى الجزيرة وأصبح 
لاعباً دوليا
 وأحد أفضل المدافعين في الدولة، وساهم موسى بفوز الجزيرة بكأس اتصالات في 2010 والدوري في 2011 وكأس رئيس الدولة في 2011 و 2012 ولد في عام 
23 فبراير 1987
 وهو مقيم في دوله 
ألامارات
 وتحديدا في مدينة ابوظبي.
```

## المنتخبات والدوريات والكؤوس التي لعبها

### المنتخبات
- منتخب الإمارات للناشئين
- منتخب الإمارات للشباب
- منتخب الإمارات الأولومبي
- المنتخب الإمارات الأول

### الدوريات والكؤوس
- دوري ابطال اسيأ
- دوري اتصالات للمحترفين
- كاس اتصالات للمحترفين
- كاس رئيس الدولة
- كاس آسيا

## وصلات خارجية
- عبد الله موسى على موقع أرشيف الشارخ.
- عبد الله موسى على موقع ناشيونال فوتبول تيمز (الإنجليزية)
- عبد الله موسى على موقع Soccerway.com (الإنجليزية)
- عبد الله موسى على موقع كووورة

اللاعب عبد الله موسى على موقع كووورة.